# NBT Cup
Der National Bank of Tuvalu Cup (kurz: NBT Cup) ist ein seit 2006 jährlich durch den Tuvaluischen Fußballverband ausgetragener Fußball-Wettbewerb. Er findet für Herren in den Divisionen A und B sowie für Damen statt.

## Herren

### Division A

#### Pokalfinale
| Saison | Sieger    |   | Zweiter       | Endergebnis |
| ------ | --------- | - | ------------- | ----------- |
| 2006   | FC Tofaga | – | Tamanuku      | 2:1         |
| 2007   | FC Tofaga | – | FC Manu Laeva | 1:0         |
| 2008   | FC Tofaga | – | FC Nanumaga   | 3:1         |
| 2009   | Nauti FC  | – | FC Tofaga     | 3:1         |
| 2010   | Nauti FC  | – | Nui           | 7:1         |
| 2011   | FC Tofaga | – | Tamanuku      | 5:1         |
| 2012   | FC Tofaga | – | FC Manu Laeva | 2:1         |
| 2012   | Tamanuku  | – | FC Tofaga     | 4:2         |

#### Statistik
| Verein    | Siege | Jahre                        |
| FC Tofaga | 5     | 2006, 2007, 2008, 2011, 2012 |
| Nauti FC  | 2     | 2009, 2010                   |
| Tamanuku  | 1     | 2013                         |

### Division B
Das Turnier der Mannschaften in der B-Division wird seit 2006 ausgetragen.

#### Pokalfinale
| Saison | Sieger          |   | Zweiter         | Endergebnis     |
| ------ | --------------- | - | --------------- | --------------- |
| 2006   | FC Tofaga B     | – | Lakena United B | ?:?             |
| 2007   | FC Tofaga B     | – | Nauti FC B      | 3:0             |
| 2008   | FC Tofaga B     | – | Lakena United B | 3:1             |
| 2009   | FC Tofaga B     | – | Nauti FC B      | 3:2             |
| 2010   | Nauti FC B      | – | FC Tofaga B     | 2:1             |
| 2011   | Lakena United B | – | FC Tofaga B     | 6:5 n. E. (0:0) |
| 2012   | FC Tofaga B     | – | Nauti FC B      | 1:0             |
| 2012   | Nauti FC B      | – | Lakena United B | 1:0             |

#### Statistik
| Verein          | Siege | Jahre                        |
| FC Tofaga B     | 5     | 2006, 2007, 2008, 2009, 2012 |
| Nauti FC B      | 2     | 2010, 2012                   |
| Lakena United B | 1     | 2011                         |

## Frauen
Der Pokal wird für Frauen seit 2013 ausgetragen.

### Pokalfinale
| Saison | Sieger   |   | Zweiter | Endergebnis |
| ------ | -------- | - | ------- | ----------- |
| 2013   | Tamanuku | – | Nui FC  | 1:0         |

### Statistik
| Verein   | Siege | Jahre |
| Tamanuku | 1     | 2013  |